# Reginald Rutty
Reginald Rutty (1967. december 14. – 2010. szeptember 5.) amerikai nemzetközi labdarúgó-játékvezető.

## Pályafutása

### Nemzeti játékvezetés
2002-ben lett az I. Liga játékvezetője. A nemzeti játékvezetéstől 2010-ben halálával vonult vissza.

### Nemzetközi játékvezetés
Az Amerikai labdarúgó-szövetség Játékvezető Bizottsága (JB) terjesztette fel nemzetközi játékvezetőnek, a Nemzetközi Labdarúgó-szövetség (FIFA) 2004-től tartotta nyilván bírói keretében. Több nemzetek közötti válogatott és klubmérkőzést vezetett, vagy működő társának 4. bíróként segített. Az aktív nemzetközi játékvezetéstől 2010-ben halálával búcsúzott.

## Magyar vonatkozás
| Időpont            | Helyszín                       | Mérkőzés típusa              | Mérkőzés                        | Eredmény | Nézők száma |
| ------------------ | ------------------------------ | ---------------------------- | ------------------------------- | -------- | ----------- |
| 2005. december 18. | University Park Stadion, Miami | felkészülési (806. mérkőzés) | Antigua és Barbuda–Magyarország | 0 – 3    | 150         |